# Berninis Elefant

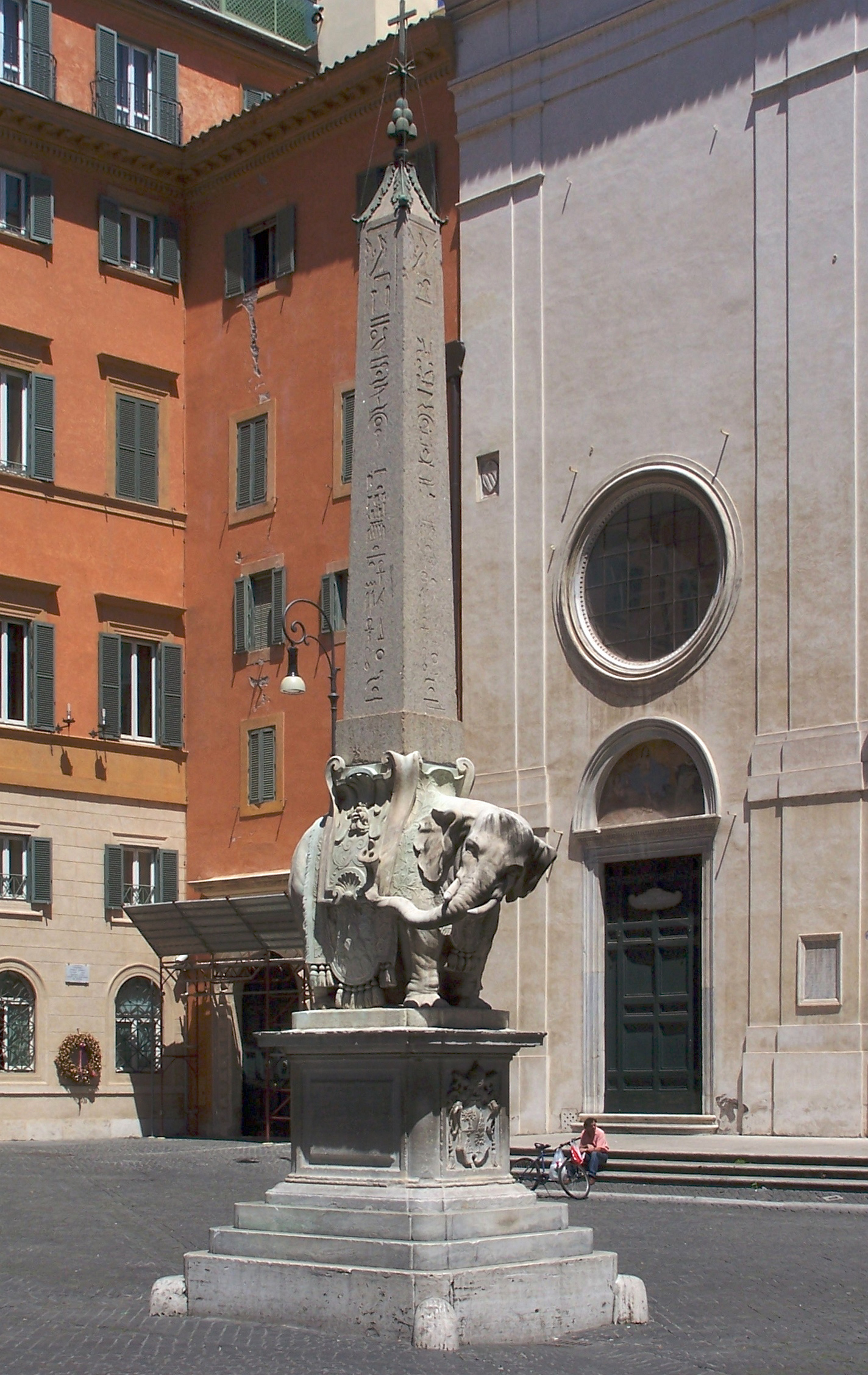
Elefant mit Obelisk auf der Piazza della Minerva

Berninis Elefant ist ein von Ercole Ferrata nach einem Entwurf des Gian Lorenzo Bernini geschaffener Obeliskenträger vor der Basilika Santa Maria sopra Minerva in Rom. Das Gesamtwerk Obelisco della Minerva wurde 1677 auf der Piazza della Minerva aufgestellt.

## Entstehung

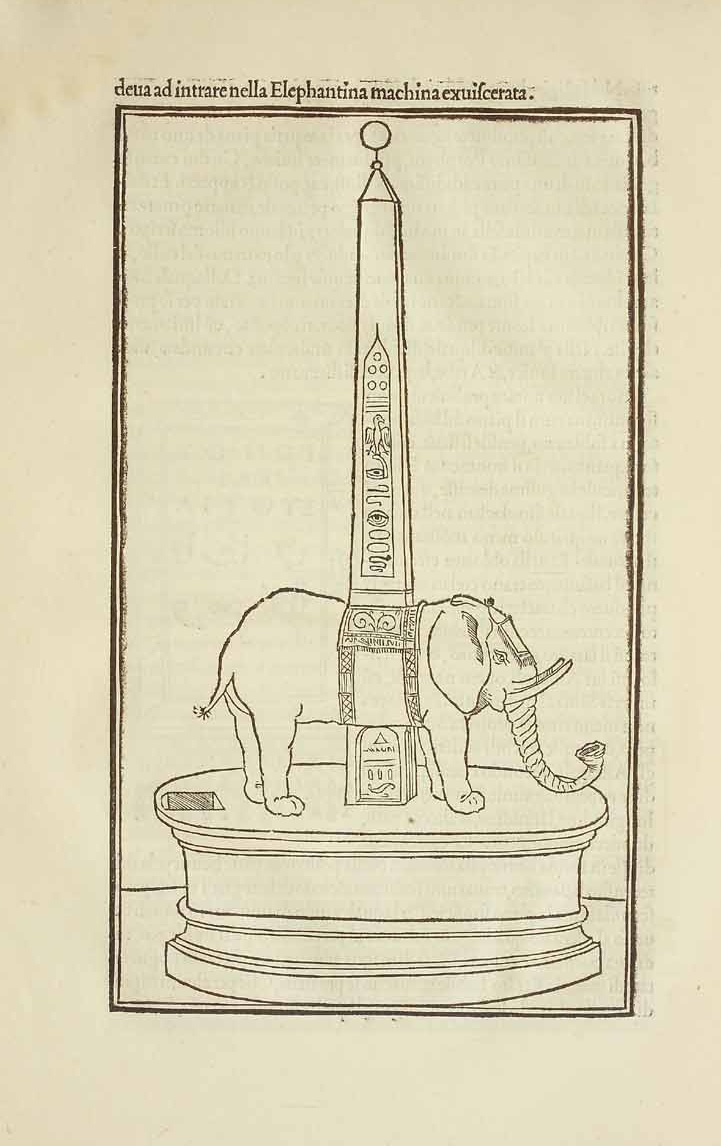
Holzschnitt aus dem Roman Hypnerotomachia Poliphili

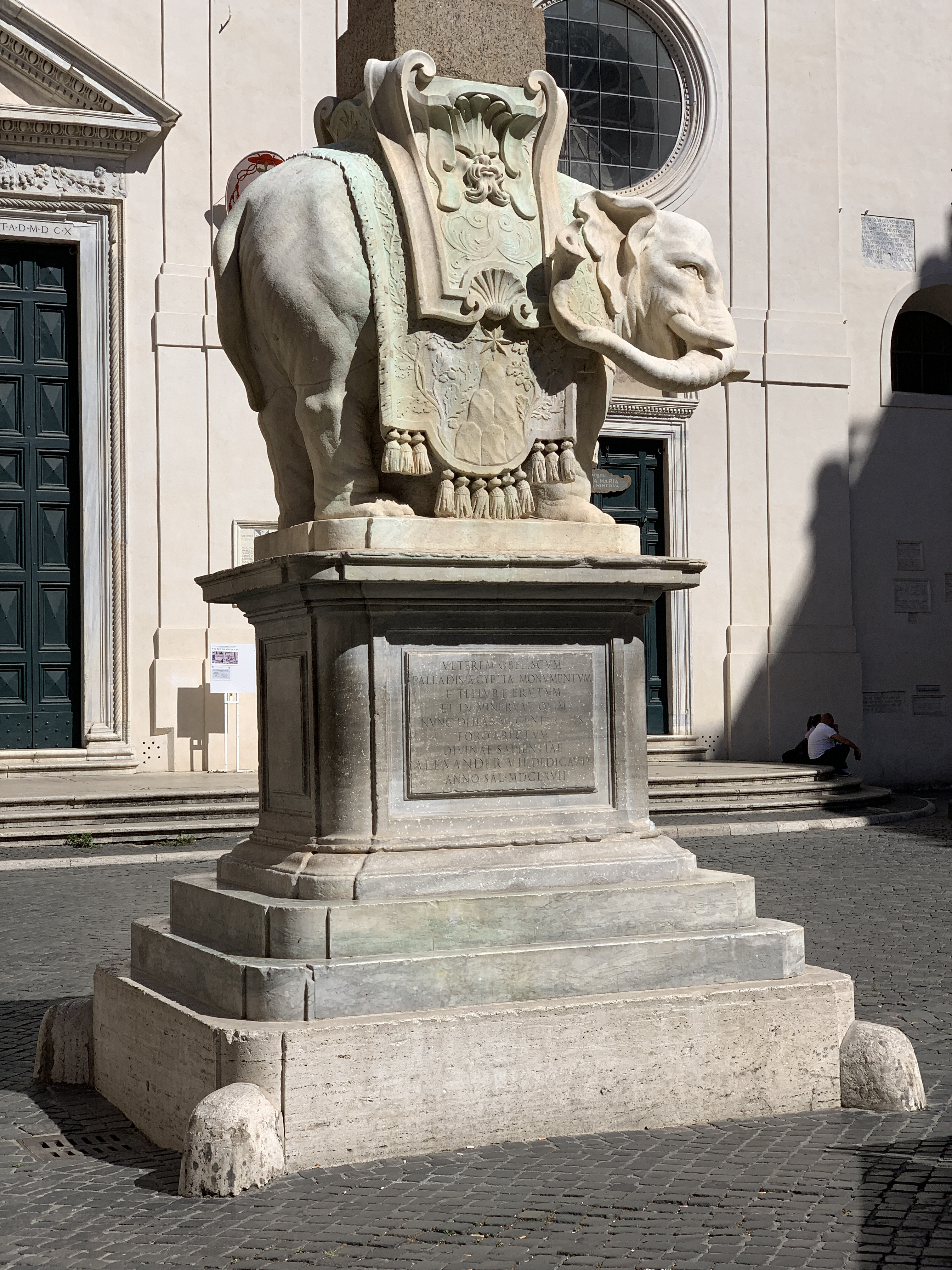
Stufenbau, Postament und Elefant von 1677

Nachdem 1665 ein im Garten der dominikanischen Kirche vergrabener ägyptischer Obelisk gefunden wurde, beauftragte Papst Alexander VII. den Bildhauer und Architekten Gian Lorenzo Bernini, einen Sockel für diesen Obelisken zu bauen.
Bei der Idee, einen Elefanten als Obeliskenträger zu verwenden, wurde Bernini von einem Holzschnitt in der Hypnerotomachia Poliphili inspiriert, einem 1499 in Italien erschienenen Roman der Renaissance.
Es wird angenommen, dass Bernini bereits 1630 Studien eines Elefanten anfertigte, der seinerzeit – als erster Elefant in Rom nach gut hundert Jahren – ein ähnlich großes Aufsehen erregte wie 1514 Hanno, der Elefant des Papstes Leo X, und diese Vorlagen wiederum für den Entwurf der Skulptur herangezogen wurden.

## Der erste Jahrmarktselefant

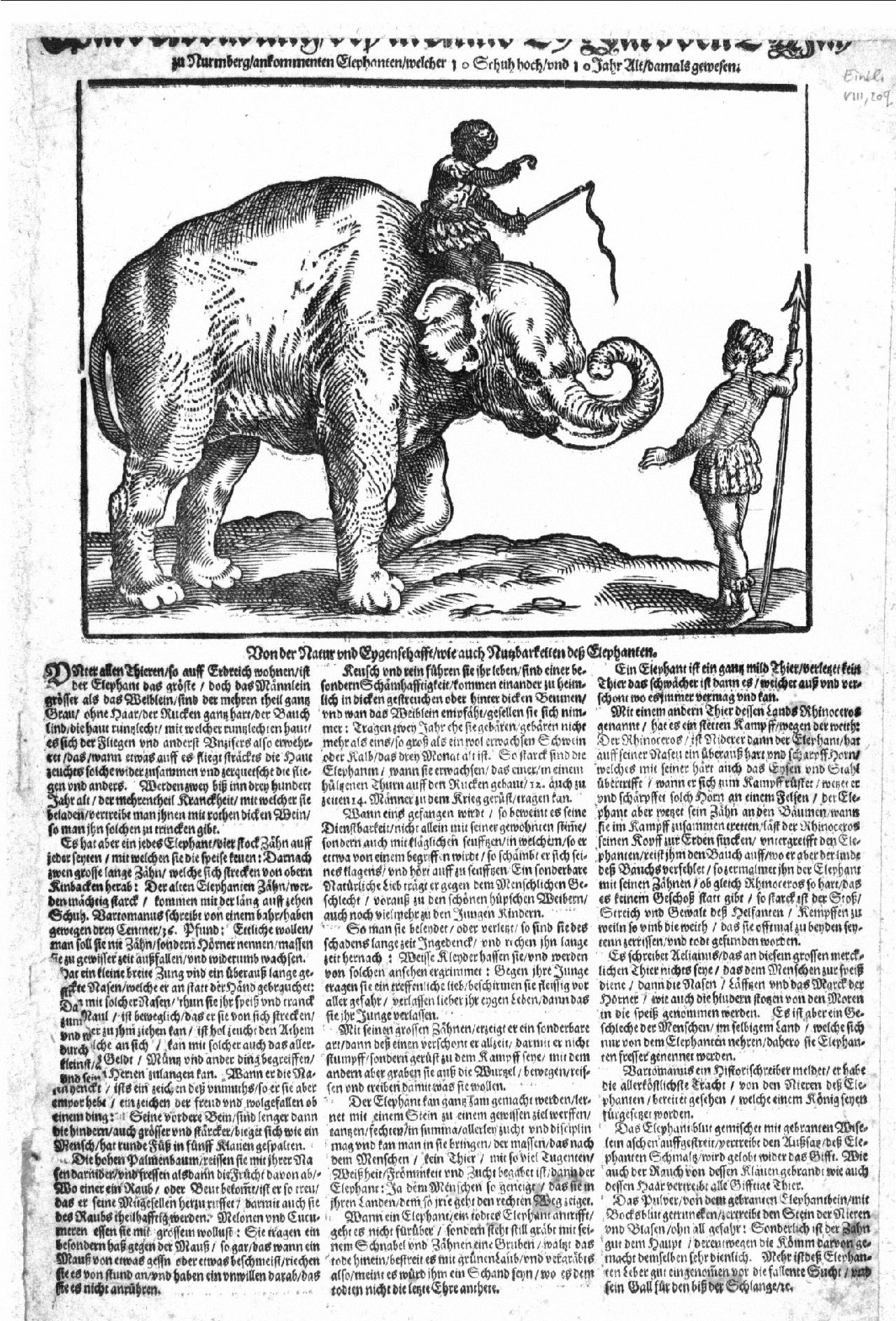
Nürnberger Flugblatt für den ersten Jahrmarktselefanten 1629

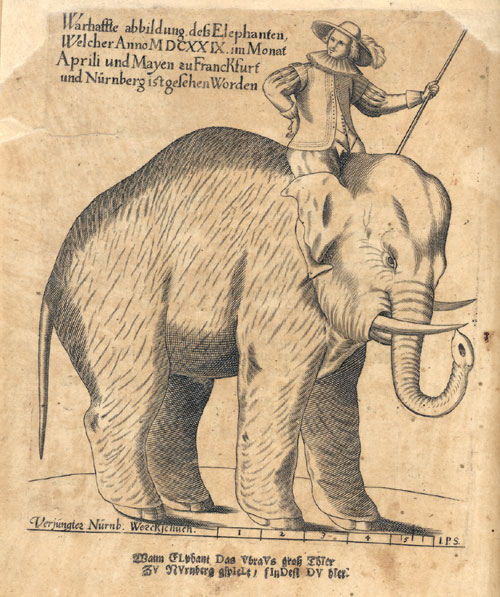
Der erste Jahrmarktselefant; aus: Caspar Horn: Elephas, Nürnberg 1629

1626 ist ein Elefant unbekannter Herkunft in Paris belegt. Er soll, so wird berichtet, einem Privatmann Mijnheer Sevender gehört haben, der dem Tier angeblich das Pfeifenrauchen beibrachte, was seiner Gesundheit nicht zuträglich gewesen sei, und es zunächst dem König Ludwig XIII. und anschließend auch an anderen Orten herumgezeigt habe. In einem Brief vom 4. Januar 1627 äußert der Gelehrte und Archäologe Nicolas de Peiresc seine Erleichterung darüber, dass der Elefant nicht gestorben sei und wünscht sich für ein dennoch gegebenes Ableben einen kundigen Anatomen. 1627 veröffentlichte der Gelehrte David Ferrand, der den Elefanten in Rouen gesehen hatte, eine Broschüre mit dem Titel Discours apologetique en faveur de l’insinct et nature admirable de l’Elephant. Da über den weiteren Weg dieses Elefanten nichts Näheres bekannt wurde, wird angenommen, dass das Tier identisch ist mit einem Elefanten, der ab 1629  in Frankfurt, Nürnberg und später in Österreich und Italien Furore machte.
Dieser Elefant wurde im April 1629 in Frankfurt am Main zur Fastenmesse zur Schau gestellt. Er war von Amsterdam gekommen, über seine Herkunft ist nichts Näheres bekannt. Am 2. Mai desselben Jahres kam er nach Nürnberg, wo sich nicht nur vil tausend Menschen einfanden, um ihn an der Heuwag für das Eintrittsgeld von 2 Batzen zu bestaunen, sondern auch die Gelehrten ihn zum Anlass für Diskurse nahmen. So verfasste Caspar Horn, nachdem er das Wunderthier gesehen hatte, eine historisch-philosophische Abhandlung mit dem Titel Elephas, die noch im selben Jahr in Nürnberg erschien.
Am 7. Juli wurde der Elefant in Memmingen gezeigt, der Besucher entrichtete 1 Batzen. Im Oktober 1629 trat er in Graz auf, wo der Wirt der Herberge aus diesem Anlass seinen Gasthof Zum Elefanten umbenannte, wie 80 Jahre zuvor bereits geschehen in den Alpen bei der Reise Solimans, des Elefanten Maximilians, von Spanien nach Wien.
Im Mai 1630 erreichte der Elefant Rom und im Laufe des Jahres 1631 per Schiff Frankreich, wo er sich in Toulon und Aix aufhielt. Ein erhaltener Schaustellerzettel kann als ein Hinweis dafür gewertet werden, dass der Elefant von Frankreich aus möglicherweise nach England weiterreiste.

## Rezeption
Eine Nachschöpfung des Monuments steht in Catania (Sizilien) auf der Piazza del Duomo. Dort schuf Giovanni Battista Vaccarini nach dem römischen Vorbild 1736 den Elefantenbrunnen (Fontana dell’Elefante).
Das Monument diente auch als Inspiration für das 1901 errichtete, von vier Elefanten-Statuen flankierte „Elefantentor“ der Carlsberg-Brauerei, das heute das bekannteste Wahrzeichen des Kopenhagener Stadtteils Carlsberg ist.